# Ischnocnema henselii
Ischnocnema henselii är en groddjursart som först beskrevs av Peters 1870.  Ischnocnema henselii ingår i släktet Ischnocnema och familjen Brachycephalidae. IUCN kategoriserar arten globalt som livskraftig. Inga underarter finns listade i Catalogue of Life.